# 結城了悟
結城 了悟（ゆうき りょうご、1922年10月17日 - 2008年11月17日）は、日本のイエズス会司祭・キリシタン史研究者。スペイン・セビリャ出身。 1978年に日本に帰化。帰化名はペトロ岐部と187殉教者の一人結城了雪にちなむ。
旧名ディエゴ・パチェコ・ロペス・デ・モルラ（Diego Pacheco López de Morla）、旧通称「ディエゴ・パチェコ」。

## 経歴
- 1922年 スペイン・セビリャの農家に11人兄弟の次男として生まれる。
- 1939年 イエズス会に入会。マドリードで哲学を修める。
- 1948年 来日。日本語を学ぶ。
- 1950年 広島にあるイエズス会長束修練院のラテン語教師に就任。
- 1951年 南米コロンビア・ボゴタのハベリアナ大学神学修士課程に留学。
- 1954年 ボゴタで司祭叙階。南米の日系コミュニティでの宣教活動に従事。
- 1956年 再来日。福山カトリック教会助任司祭に就任。
- 1958年 イエズス会長束修練院副修練長に任命される。
- 1960年 長崎に異動、日本二十六聖人記念館の開館準備に奔走。
- 1962年 日本二十六聖人記念館開館とともに館長に就任(2004年まで務める)。
- 1970年 長崎新聞文化賞受賞。
- 1975年 沖縄海洋博バチカン館のプロデューサーを務める。
- 1978年 日本に帰化、「結城了悟」に改名。
- 1981年 西日本文化賞受賞。
- 1982年 天正少年使節遣欧400周年記念事業「昭和少年使節」の総責任者を務める。
- 2000年　勲五等瑞宝章受賞。
- 2004年 記念館館長をデ・ルカ・レンゾ神父に譲る。司祭叙階50周年を迎える。
- 2008年11月17日　悪性リンパ腫のため長崎市で死去。11月19日、長崎市のカトリック中町教会で葬儀ミサが行われた。

## 著作物
※特記のない場合、著者・訳者名は「結城了悟」。

### 著書
- 『長崎を開いた人 - コスメ・デ・トーレスの生涯』 （パチェコ・ディエゴ、佐久間正訳、中央出版社） 1969
  - 『長崎を開いた人 - コスメ・デ・トーレスの生涯 改訂版』（サンパウロ） 2007
- 『長崎の天主堂』（パチェコ・ディエゴ、西日本文化協会） 1976
- 『雲仙と有馬の殉教者』（日本二十六聖人記念館） 1984
- 『天正少年使節 - 安土桃山時代・江戸時代初期』（小学館） 1986
- 『日本とヴァチカン - フランシスコ・ザビエルから今日まで』 （女子パウロ会） 1989
- 『新史料 天正少年使節 1590年‐1990年』（南窓社） 1990
- 『ザビエル』（聖母の騎士社） 1993
- 『キリシタンになった大名』（聖母の騎士社） 1999
- 『最後の迫害 - The Last Persecution』（六甲出版販売） 1999
- 『海原のかなた - 長崎外国人墓地の碑』 （女子パウロ会） 2001
- 『二十六聖人と長崎物語』（聖母の騎士社） 2002
- 『ロレンソア了斎 - 平戸の琵琶法師』（長崎文献社） 2005

### 翻訳
- 『日本二十六聖人殉教記』（ルイス・フロイス、聖母の騎士社） 1997